# Tillandsia juerg-rutschmannii
Tillandsia juerg-rutschmannii är en gräsväxtart som beskrevs av Werner Rauh. Tillandsia juerg-rutschmannii ingår i släktet Tillandsia och familjen Bromeliaceae. Inga underarter finns listade i Catalogue of Life.